# Žireč (zámek)
Žireč je zámek ve stejnojmenné vesnici u Dvora Králové nad Labem v okrese Trutnov v Královéhradeckém kraji. Vznikl v 17. století jezuitskou přestavbou starší středověké tvrze. Většinu 19. století byl soukromým sídlem a od druhé poloviny 20. století slouží sociálním a zdravotnickým potřebám. Areál zámku je chráněn jako kulturní památka.

## Historie

### Tvrz
První písemná zmínka o Žirči pochází z roku 1318. Majitelé vsi byli many trutnovského hradu. Jejich sídlem byla tvrz připomínaná poprvé v roce 1482, kdy ji od Žibřida Korduly ze Sloupna převzal Jan Kordula ze Sloupna, přísedící trutnovského manského soudu. V roce 1501 žirecký statek koupil Jan Litoborský z Chlumu, který na tvrzi sídlil se svým bratrem Arnoštem do roku 1506, kdy Žirec a Podstrání prodal Jindřichu Berkovi z Dubé. Jindřich na obou vesnicích zapsal věno ve výši pět set kop českých grošů své manželce Heleně ze Šumburka a roku 1512 prodal samotný Žirec Burianu Labuťovi ze Švamberka. Burian zemřel následujícího roku a majetek po něm převzal Kryštof ze Švamberka, kterému král Vladislav Jagellonský 14. prosince 1514 osvobodil žirecký statek z manských povinností.
V následujících letech bylo žirecké panství rozděleno mezi více majitelů. Patřili k nim bratři Jan Burian, Zikmund a Achilles Andělé z Ronovce, Jiří Berka z Dubé a Natanael Černín z Černína. Rozdělený majetek postupně v letech 1526–1534 skoupil Jiří z Gersdorfu. K žireckému statku tehdy patřila ves Žirec, Zaloňov, Hřibojedy a část Dubence. To vše roku 1539 koupil Adam Zilvár z Pilníkova na Břecštejně za 2 500 kop českých grošů. Ještě za svého života Adam Zilvár přenechal Žirec mladšímu synu Kryštofovi, ale po Adamově smrti veškerým majetkem disponoval starší syn Jan, po němž Žirec jako svůj díl dědictví převzal třetí syn Karel Zilvár. Karel zemřel 2. října 1580 a podle poslední vůle sepsané 14. září 1577 po něm dědili vdova Magdaléna z Valdštejna a strýc Adam. Vdově připadl statek Dubenec a právo bydlet po dobu jednoho roku na žirecké tvrzi. Ostatní majetek dostal Adam Zilvár.
Adam Zilvár byl ženatý s Annou z Gryspachu. V roce 1581 se část žirecké tvrze zřítila do Labe, ale manželé ji nechali obnovit. Adam Zilvár zemřel v roce 1597. Vdova s dětmi mu nechali postavit náhrobek v místním kostele, ale protože byl protestantem, nechali jej jezuité později odstranit a rozbít. Ze dvou Adamových synů Žirec zdědil mladší Jan Zilvár. V roce 1610 panství dědictvím rozšířil o Smidary a Domoslavice a roku 1615 přikoupil ještě Kašov. Jako aktivní účastník stavovského povstání v roce 1620 utekl ze země a ztratil veškerý majetek. Statek poté 8. července 1622 koupila Marie Magdalena Trčková z Lípy. Když o necelé dva roky později získala Choustníkovo Hradiště, spojila oba statky do jednoho. Tak zůstaly do roku 1634, kdy je zabavila královská komora. V roce 1635 král Ferdinand III. daroval Žireč a Žacléř vídeňským jezuitům.

### Jezuitská rezidence

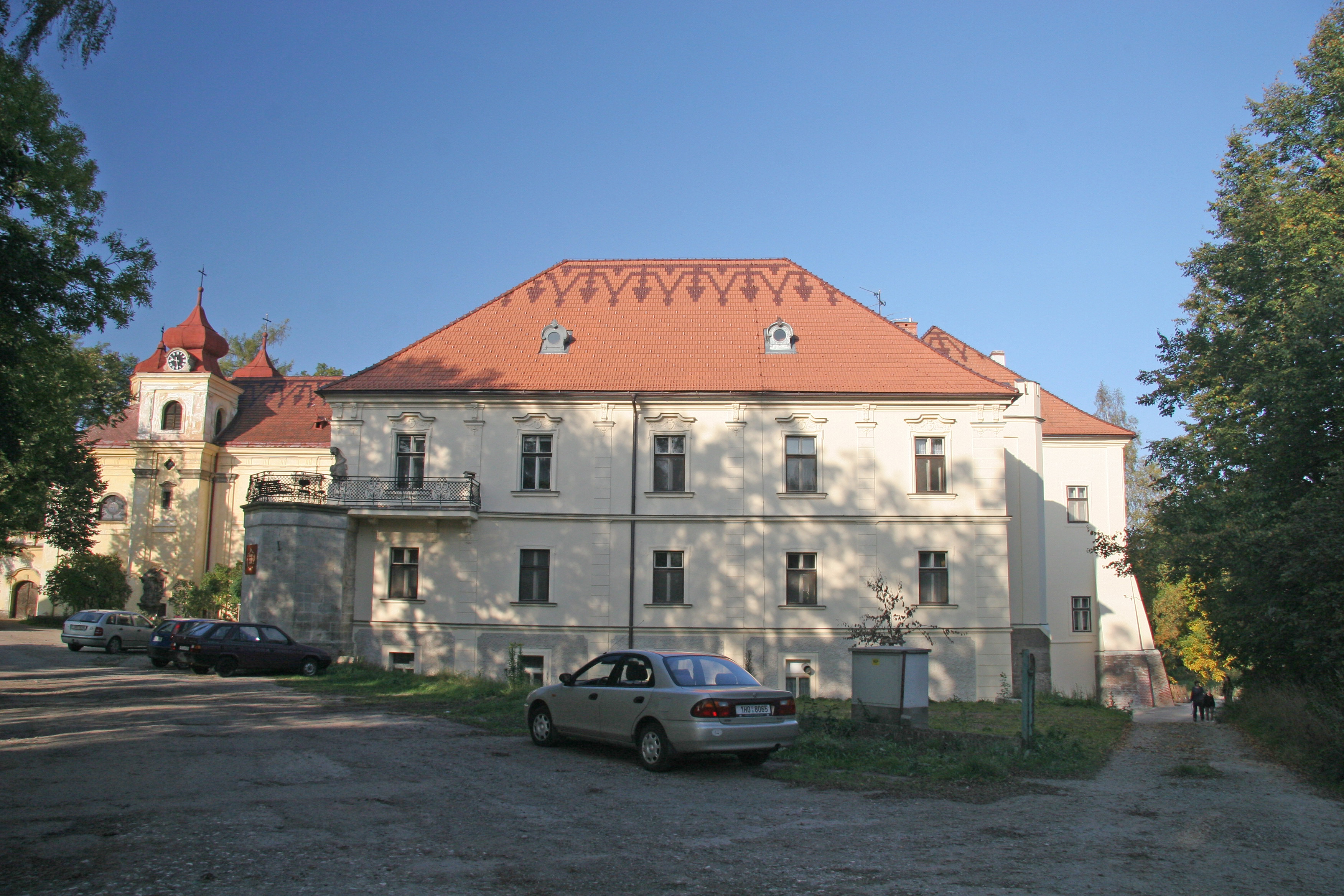
Zámek

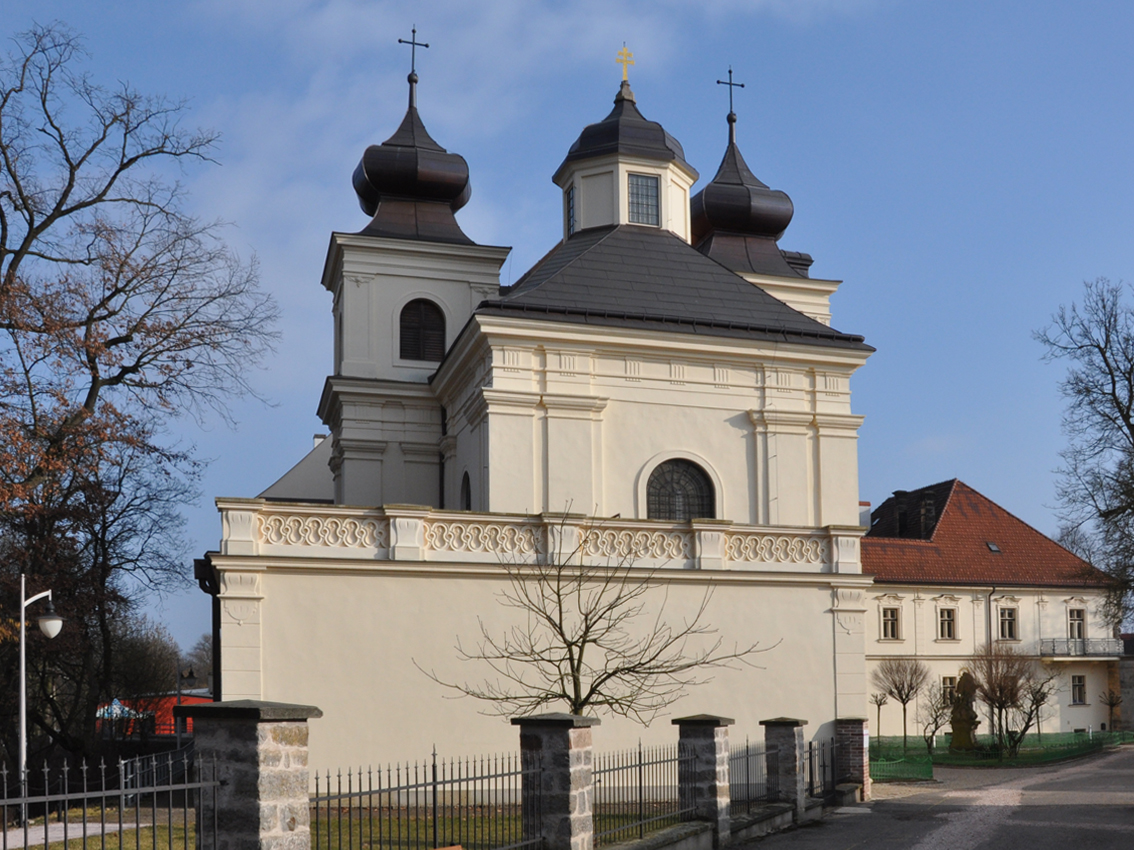
Kostel svaté Anny

Během třicetileté války byla žirecká tvrz poškozena. Jezuité po roce 1652 na jejím místě postavili nové sídlo a v těsném sousedství v letech 1668–1698 vybudovali kostel svaté Anny. Pod vlivem Šporků ze sousedního Kuksu nechali v okolí rozmístit množství drobných církevních staveb a soch, na jejichž tvorbě se podílel Josef Pacák ze Žirče, žák Matyáše Bernarda Brauna.
Jezuité žirečské panství rozšířili, takže počet jeho vesnic vzrostl na devatenáct. Pro samotný Žireč získali u císaře Leopolda I. povýšení na město a ze zámku spravovali celé žirečské i žacléřské panství. Po zrušení jezuitského řádu v roce 1773 obě panství spravoval stát a jejich výnosy používal k financování českého studijního fondu.

### Novodobé dějiny
Roku 1825 proběhla veřejná dražba, ve které žirečské dominium koupil Martin Wagner. Patřily mu také Jirny, Smidary a Horní Debrné s devíti vesnicemi. Tento velkostatek Wagnerův syn v roce 1888 prodal jaroměřskému továrníkovi Josefu Ettrichovi. V zámeckém pivovaru pracoval jako účetní pozdější skladatel a hudebník Rudolf Antonín Dvorský. Od třicátých let zámek využívaly sestry řeholní instituce Nejsvětější Svátosti. Ve druhé polovině dvacátého století zámek spravoval trutnovský okresní národní výbor, který v zámku provozoval domov pro seniory.
Na začátku 21. století zámek vlastnila Oblastní charita Červený Kostelec, která areál zrekonstruovala a vybudovala v něm Domov svatého Josefa určený potřebám lidí s roztroušenou sklerózou.

## Stavební podoba
Zámecký areál se nachází na okraji strmého svahu nad pravým břehem Labe. Při přestavbě v 17. století jezuité starou tvrz rozšířili o horní patro a přistavěli věž. Další budovy obklopily ústřední čtverhranné nádvoří. Ve druhém patře hlavní budovy bývala škola a byty učitelů a faráře. V roce 1825 však zámek vyhořel a patro muselo být strženo.
V dochované podobě je jádrem areálu čtyřkřídlý zámek s přilehlým kostelem svaté Anny. K památkově chráněným objektům patří také socha svatého Jana Nepomuckého, bývalý pivovar, oranžérie (čp. 2) a anglický park s drobnými stavbami a sýpkou.

## Galerie

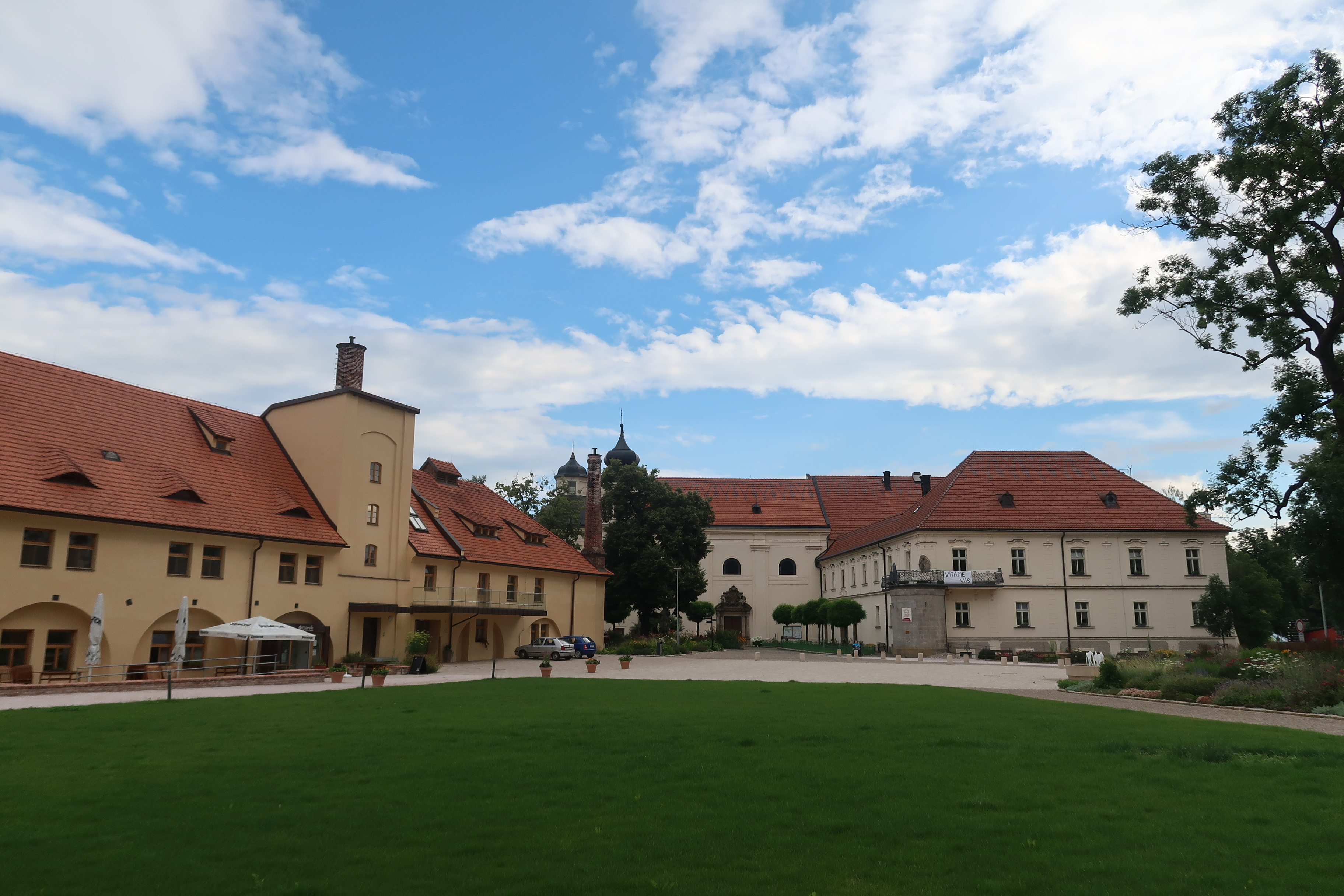
Celkový pohled na areál zámku s kostelem a pivovarem
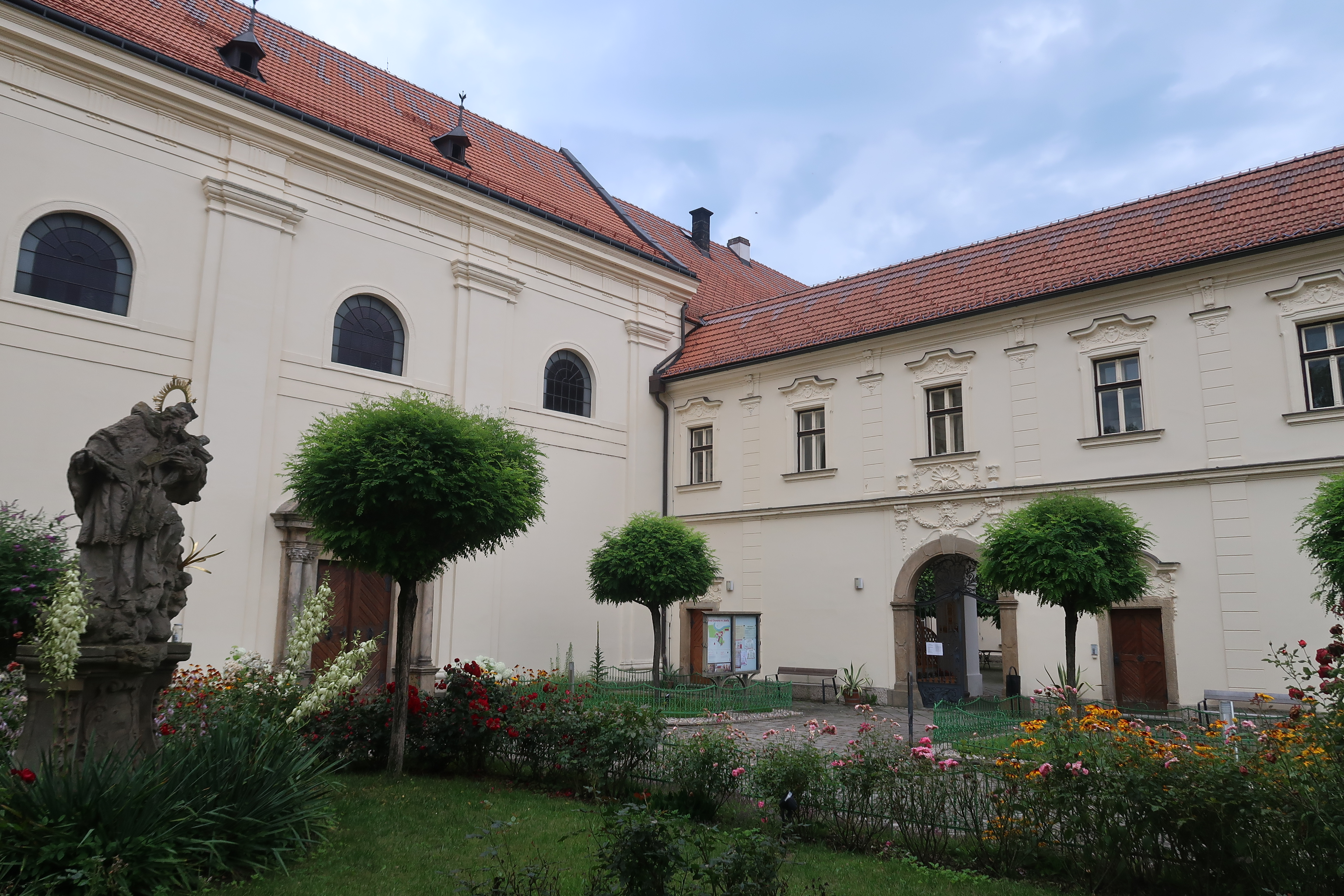
Čestný dvůr se sochou sv. Jana Nepomuckého
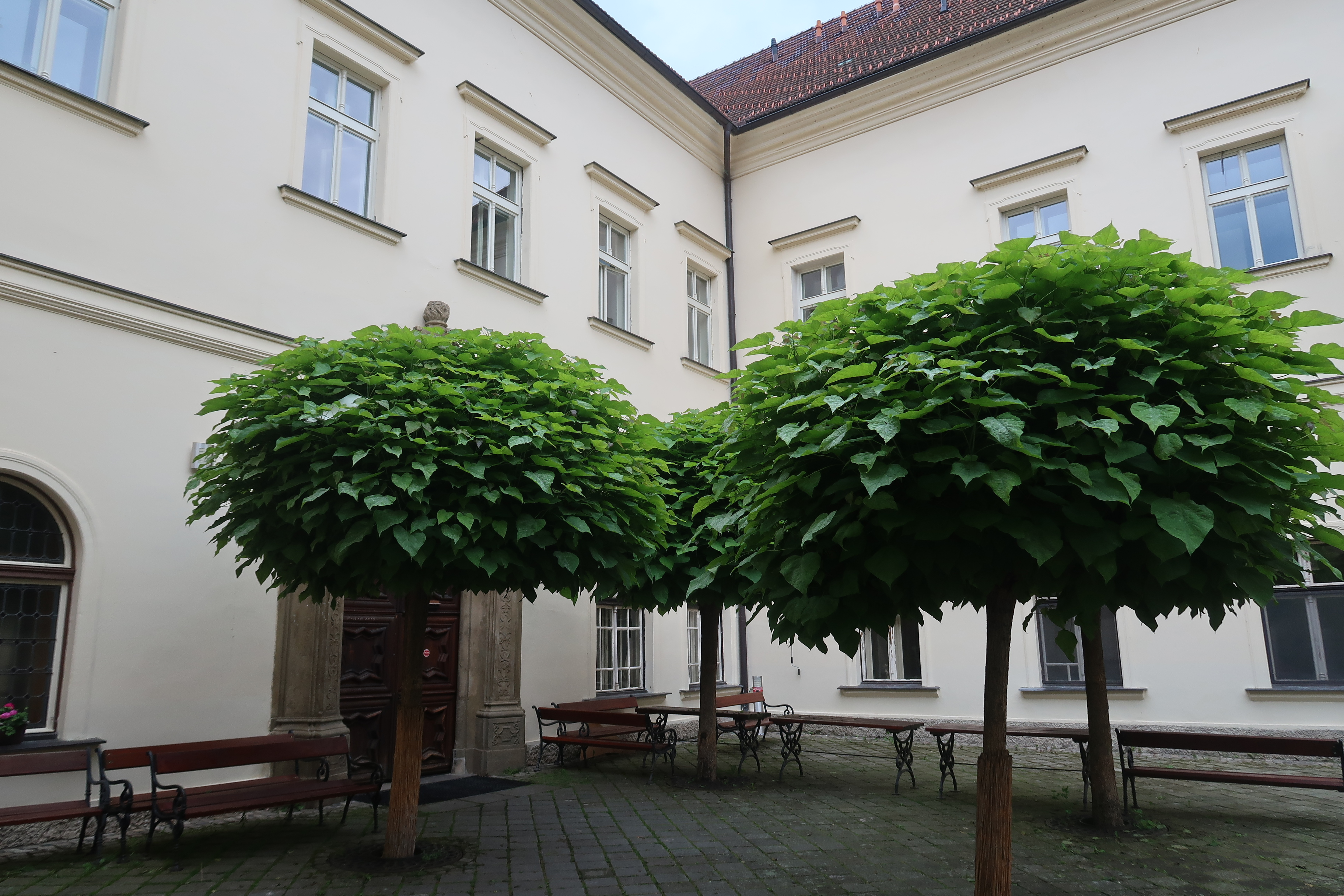
Nádvoří zámku
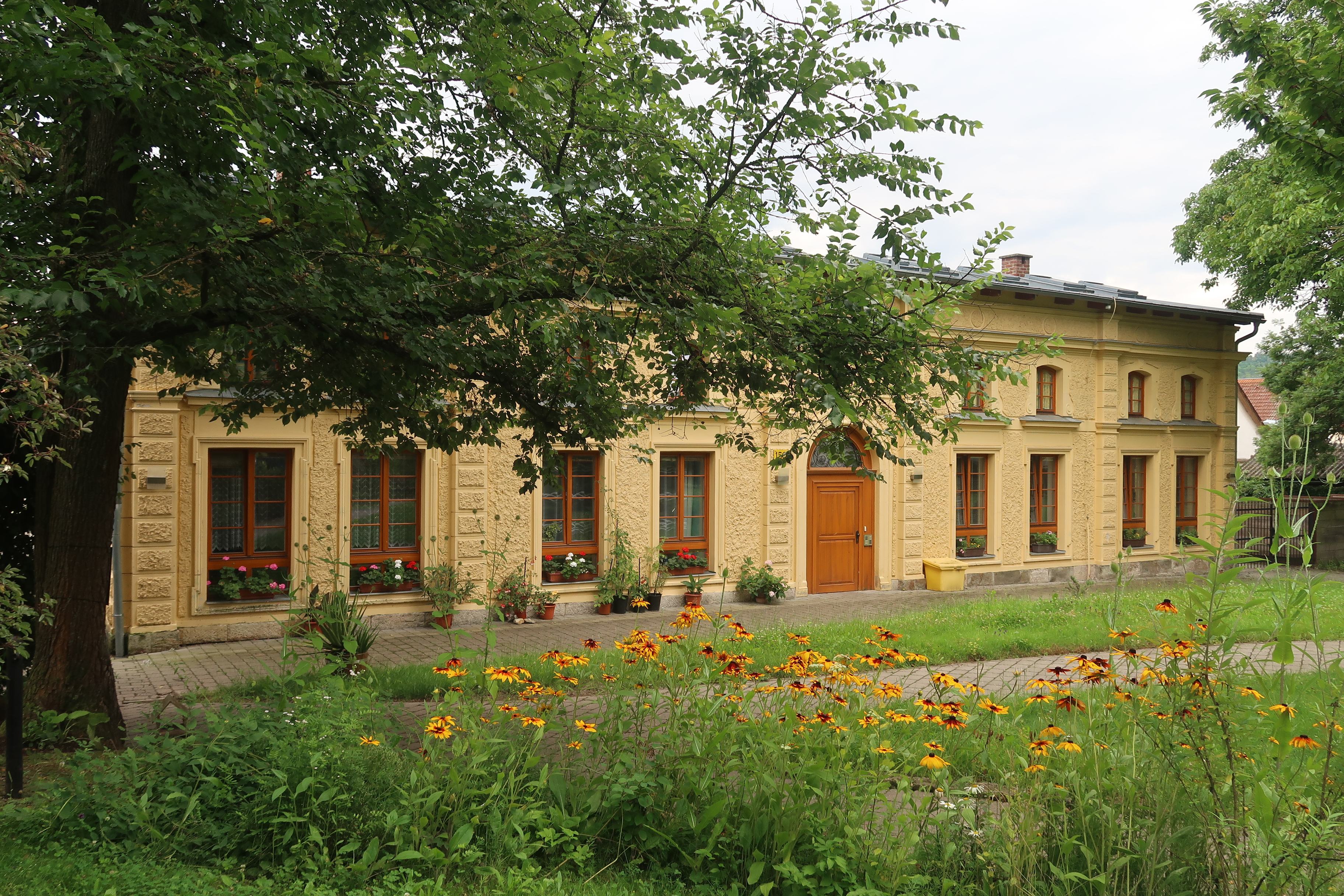
Zámecké zahradnictví
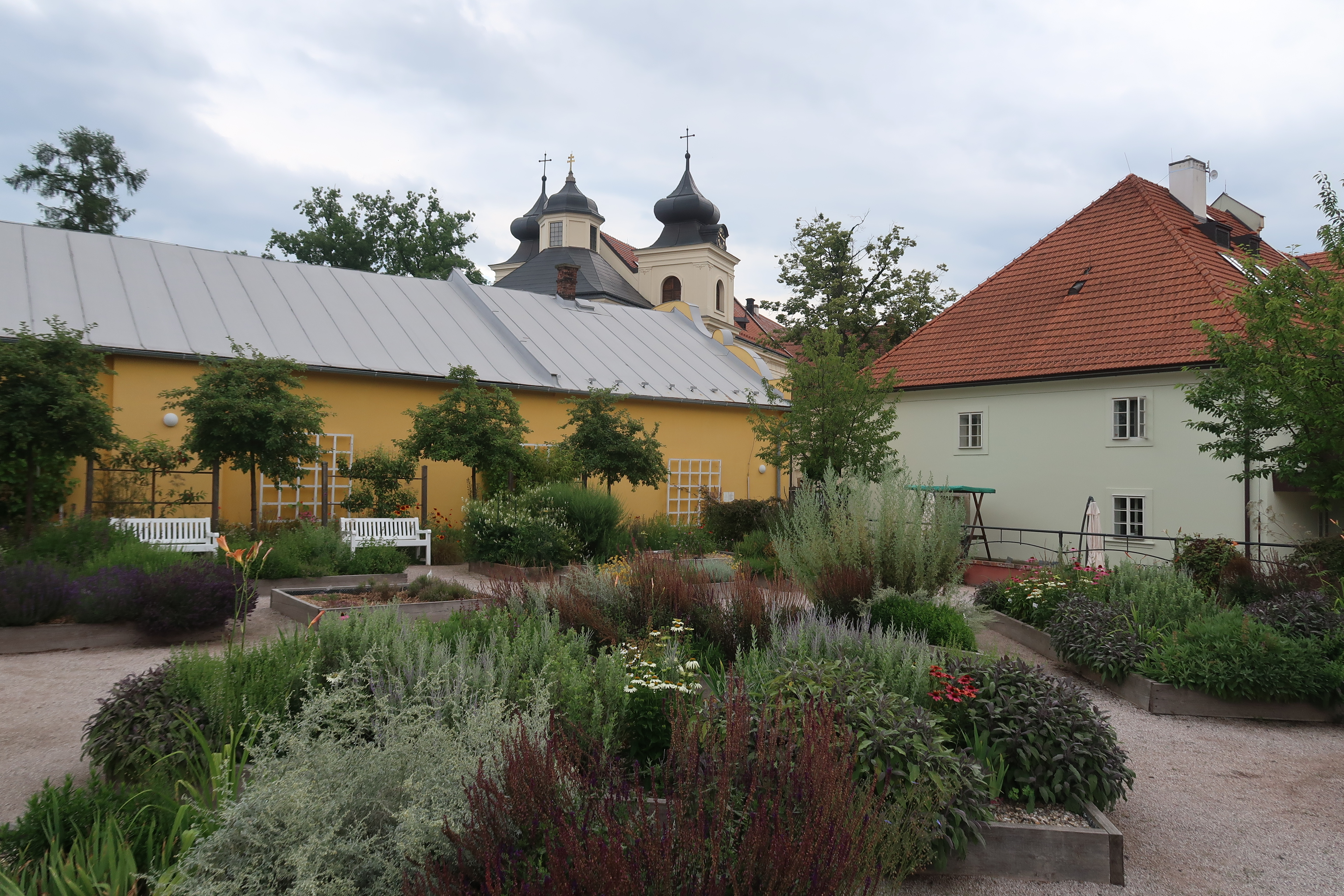
Bylinková zahrada v areálu zámku
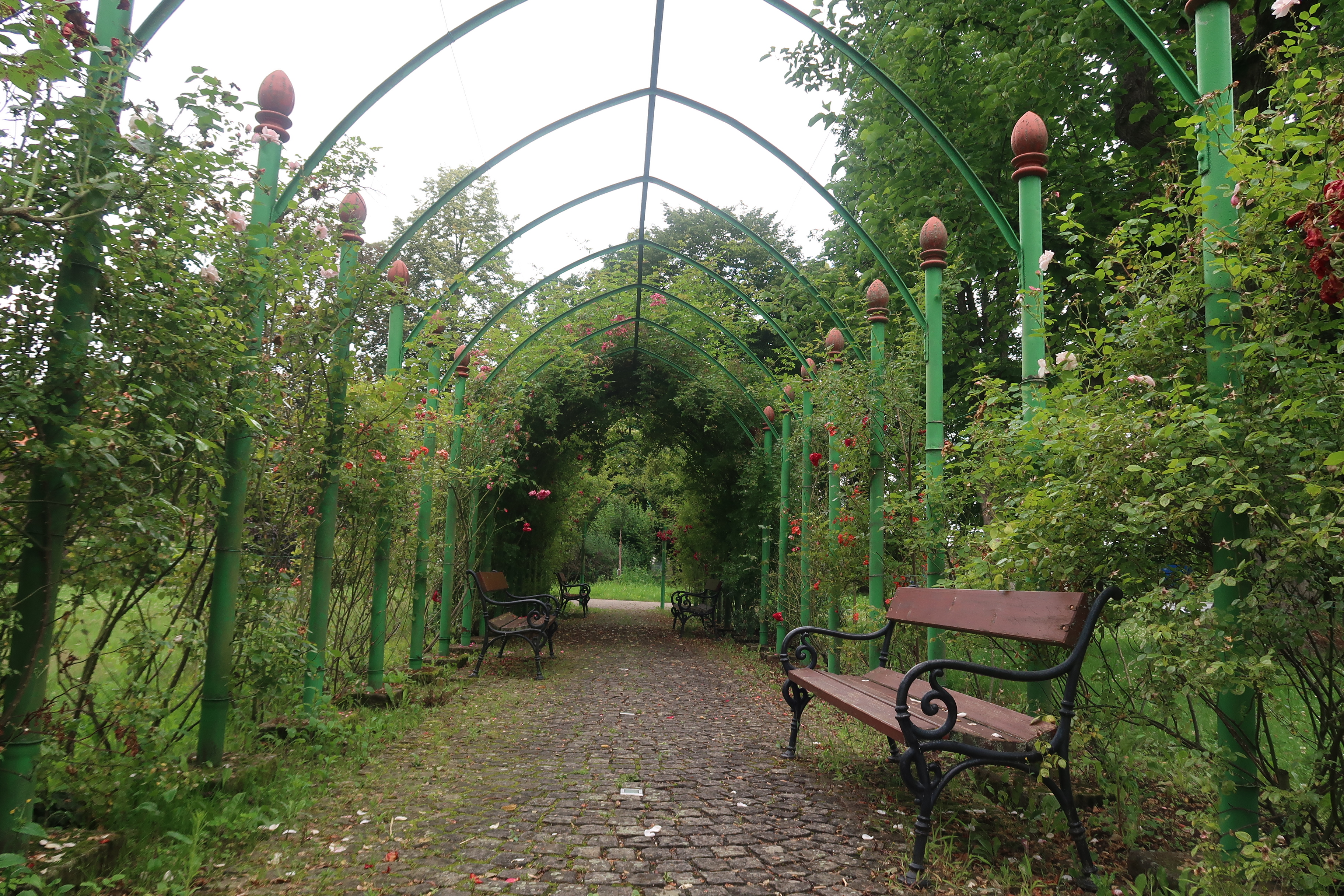
Zámecký park
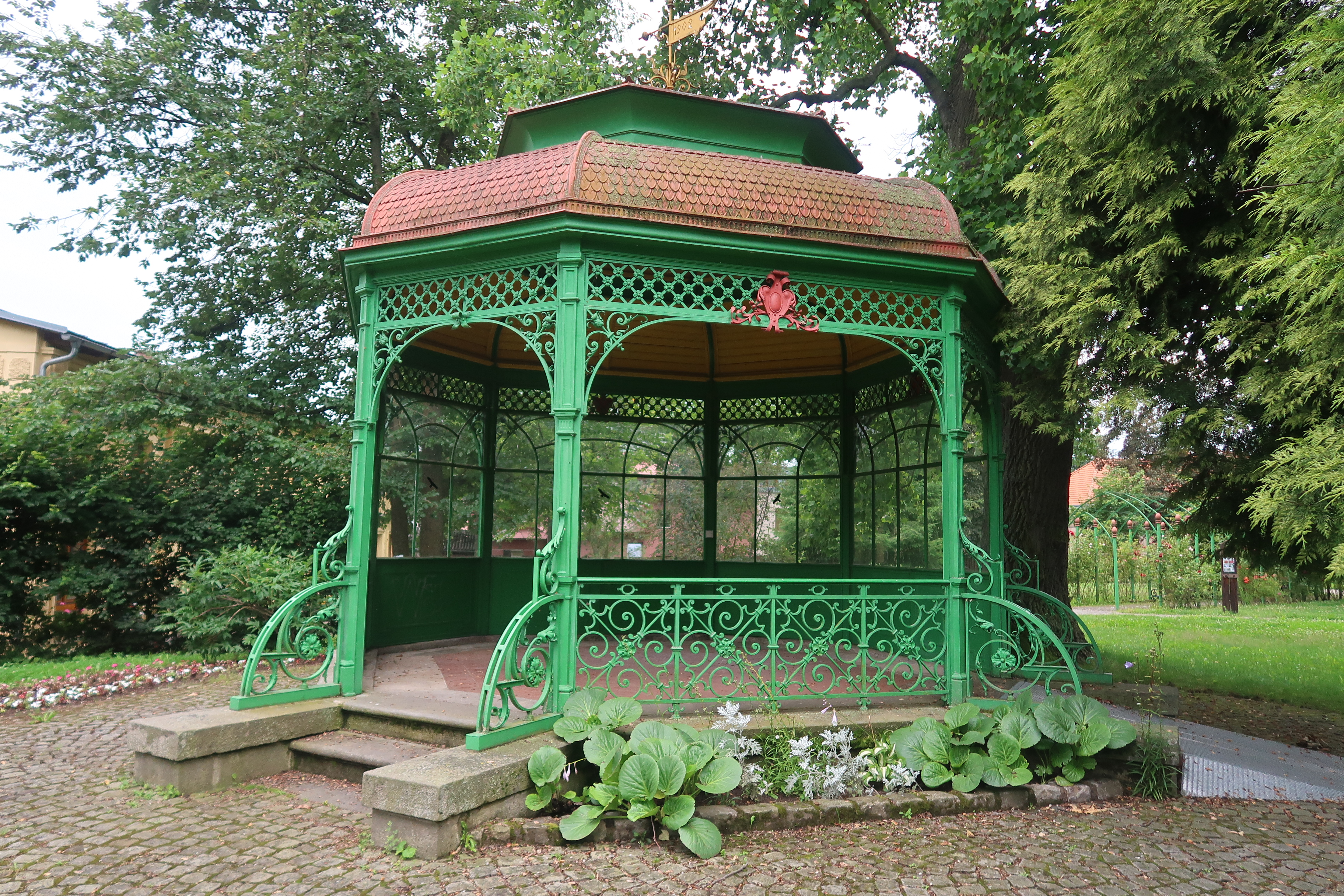
Litinový altán v zámeckém parku
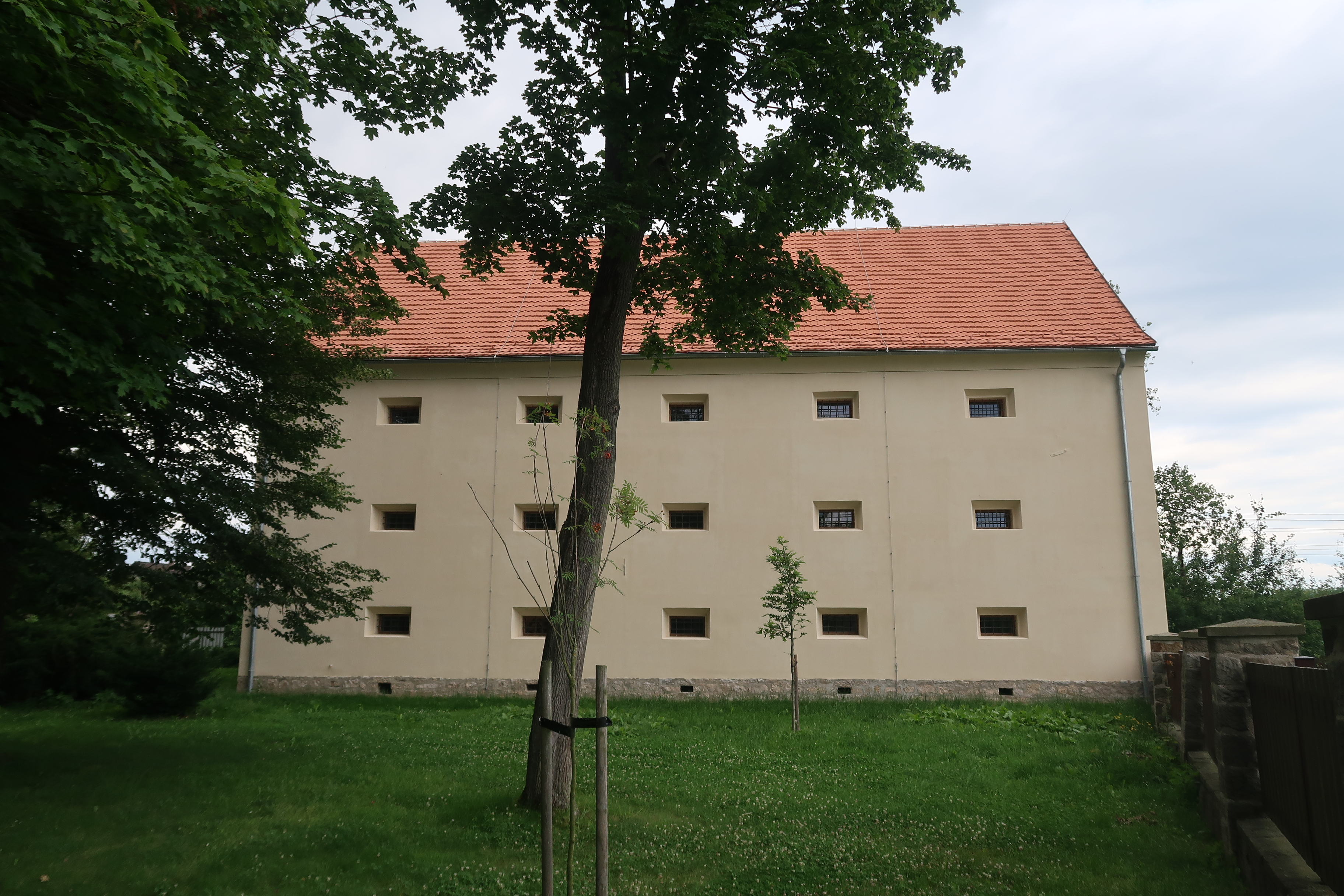
Zámecká sýpka v parku